# Сатирикон
«Сатирикон» (лат. Satiricon, варіанти: Satyricon; Saturae; Satyrae; Satirae; Satirarum libri) — твір давньоримської літератури, сатира на популярні грецькі романи, автор якої у всіх рукописах називає себе «Петроній Арбітр». За формою, починаючи з XVII століття, прийнято відносити текст до романів; давніших романів до нашого часу не збереглося. Час написання остаточно не встановлений, але найвірогідніше це I століття н. е., епоха Нерона. За традицією меніппової сатири, Петроній прикрасив свій твір віршованими вставками. У них він відтворює стиль і манеру метрів — латинських поетів-класиків — Вергілія, Овідія, Горація, Гая Луцилія.
Вцілілі уривки «Сатирикону» містять ряд мало пов'язаних епізодів, які розповідають про поневіряння і пригоди компанії трьох молодих людей без певних занять і з сумнівним минулим: чоловіків Енкольпія, Аскільта, та юнака Гітона. Ці люди, отримавши освіту, але не маючи ні грошей, ні твердих моральних устоїв, ведуть паразитичний спосіб життя. Гнані випадком, вони поневіряються по світу, видивляючись, де можна поживитися за чужий рахунок. Поневіряльне життя, сварки і примирення, зустрічі і розлуки складають сюжетну канву твору, що оголює виворіт побуту нижчих верств римського суспільства. Місце дії часто змінюється; у збережених уривках пригоди героїв відбуваються на півдні Італії, в Кампанії.

## Рукописи та видання

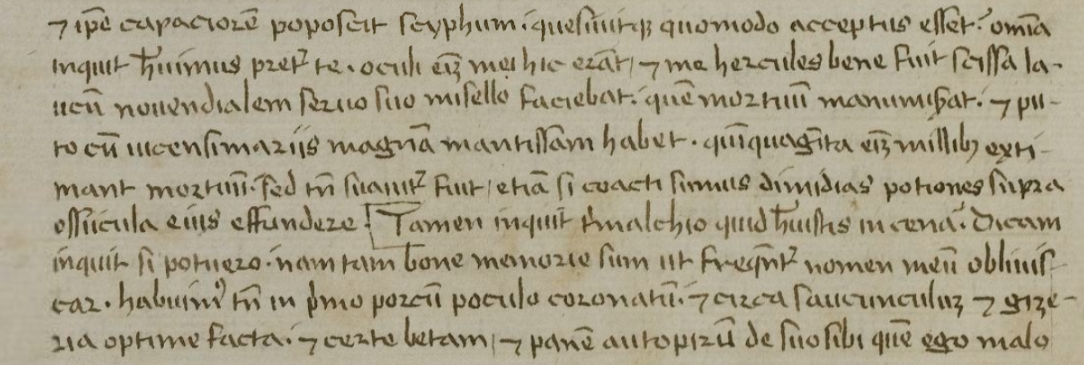
Частина рукопису «Сатирикона» XV ст.

До наших днів збереглися фрагменти з 15-ї, 16-ї і, можливо, 14-ї книги (20-й розділ). Скільки всього було книжок, невідомо. Ці фрагменти дійшли до нас разом з уривками з інших авторів в рукописах, що відносяться не раніше, ніж до IX—X століть н. е.. Перше видання фрагментів з Петронія (Codex Bernensis) побачило світ в Мілані в кінці XV століття. Більш повний текст, так звана скалігерівська копія (Codex Leidensis), був виданий в Лейдені в 1575 році. Найповніший рукопис Петронія (Codex Trauguriensis), що містить значну частину «Бенкету» (гл. 37-78), було знайдено в 1650 році в Трогурії (Tragurium, італ. Trau) в Далмації і видано в Падуї в 1664. Повна назва — «Petronii Arbitri Satyri fragmenta ex libro quinto decimo et sexto decimo» («Фрагменти сатир Петронія Арбітра з книг п'ятнадцятої та шістнадцятої»). У 1692 (або в 1693) француз Франсуа Нодо, доповнивши «Сатирикон» власними вставками, опублікував у Парижі нібито повний текст роману з французьким перекладом, пославшись на рукопис, знайдений у Белграді в 1656 році. Підробку незабаром виявили, адже вона мало допомагала з'ясуванню різних важких місць і протиріч в збереженому тексті, містила досить багато безглуздостей і анахронізмів. Однак вставки Нодо і понині зберігаються в деяких виданнях та перекладах, оскільки вони до певної міри допомагають зв'язати в одне ціле уривки, що дійшли до нас у фрагментарному вигляді.

## Жанр і форма
Попри прийняте позначення, питання про жанр «Сатирикону» залишається дискусійним, а застосування до «Сатирикона» терміна «роман» умовне навіть в його античному розумінні. За формою — це суміш віршів і прози (характерна для Меніппової сатири), за сюжетом — своєрідний авантюрно-сатиричний роман, який пародіює грецький любовний роман.

## Зміст

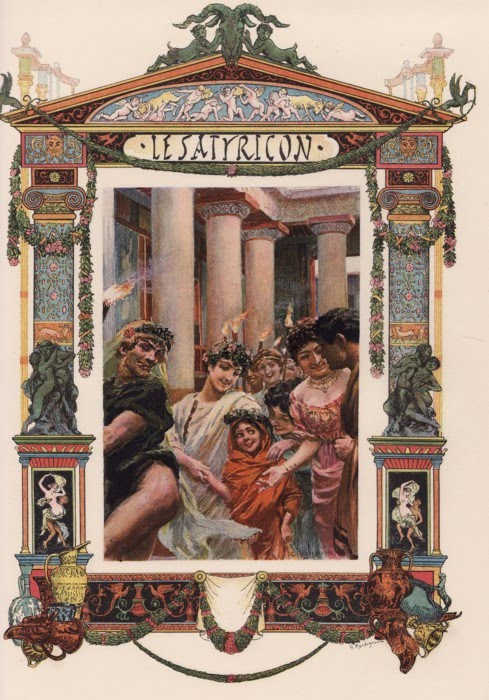
Паннихіс із Гітоном

### Незбережені глави
За збереженими главами «Сатирикону» розкидані натяки на ті факти і події, які відбувалися в попередніх 14 книгах. Це перш за все натяки на злочини Енкольпія. Крім того, з різних місць «Сатирикону» випливає, що у втрачених частинах роману повинна була бути ціла серія любовних пригод Енкольпія — з Аскільтом, з Ліхасом і Геділою, з Дорідою; потім знайомство з Гітоном, з Агамемноном, зустрічі з Трифеном, його пристрасть до Гітона. В одному з фрагментів, збережених пізнішими граматиками і схоліастами (їх близько 30), дія відбувається в Массилії. В іншому фрагменті фігурує адвокат Евскіон, який, мабуть, грав якусь значну роль.

### Перша частина
Тут описано події, що сталися з головними героями до того, як вони потрапили на бенкет до Трімальхіона.
Глава починається з промови Енкольпія, яку той вимовляє в школі ритора-софіста Агамемнона. Він критикує поганий, на його думку, тутешній смак у архітектурі та письменстві, а також висловлює своє невдоволення освітою. Агамемнон вступає з ним у суперечку та перекладає вину за погану освіту з учителів на батьків учнів. Енкольпій потім іде шукати свого друга Аскільта.
Енкольпій губиться та просить стару жінку показати йому дорогу додому. Вона приводить Енкольпія в бордель, кажучи, що це його дім. Там Енкольпій зустрічає Аскільта та свого юного улюбленця Гітона. Гітон жаліється, що Аскільт намагався схилити його до гомосексуального сексу. Енкольпій свариться з Аскільтом, але все закінчується жартами і примиренням. Пізніше Енкольпій намагається зайнятися сексом з Гітоном, але його перериває Аскільт.
Пізніше Енкольпій з Аскільтом на ринку намагаються продати багатий плащ, який невідомо звідки в них взявся, і повернути свою стару туніку, в якій зашитий гаманець із золотом. Завершує першу частину сцена оргії в борделі за участю жриці Пріапа Квартілли, її покоївки, старої повії та семирічної незайманої дівчинки. Врешті всі засинають.

### Друга частина

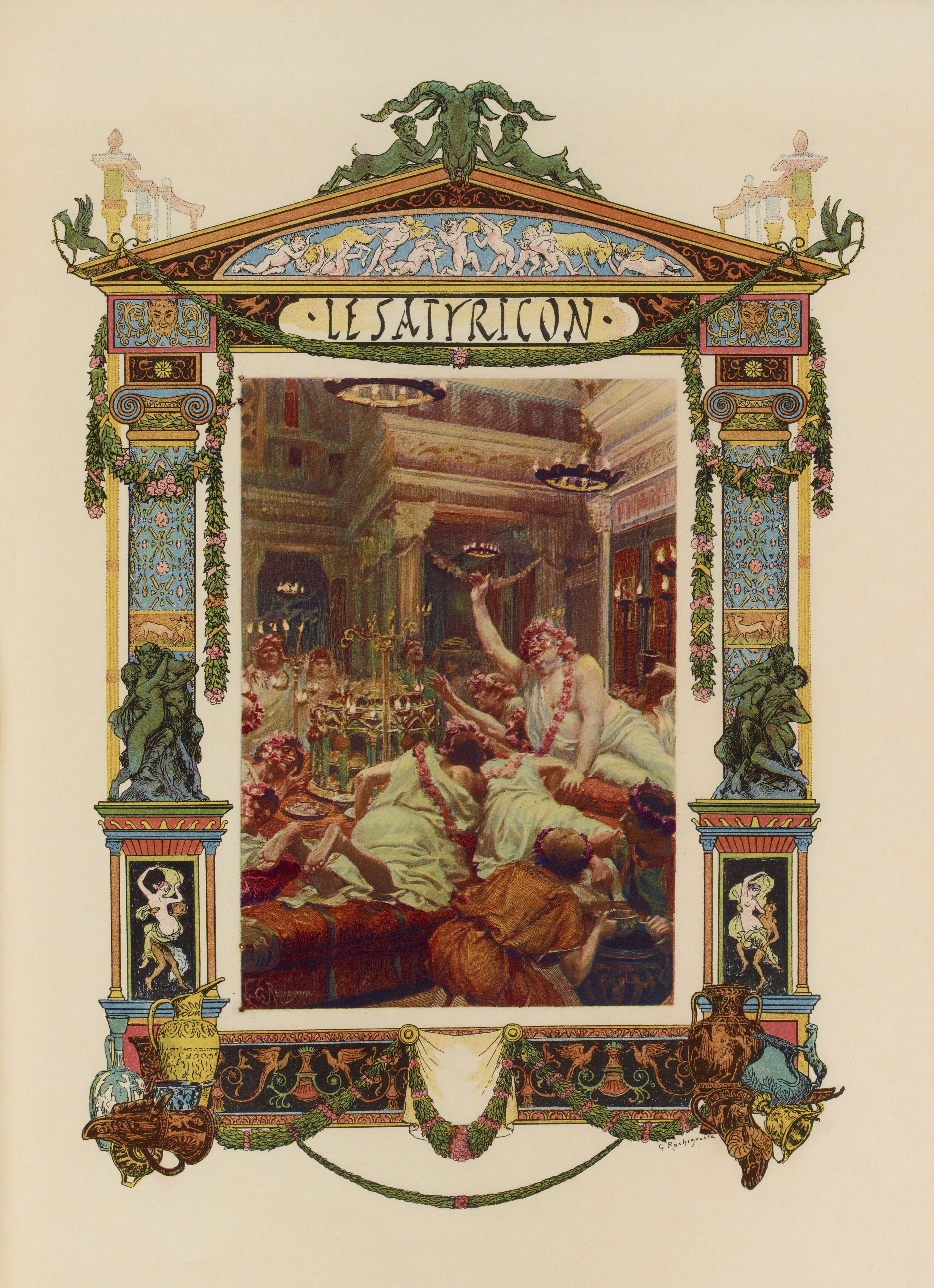
Бенкет Трімальхіона

Глави, присвячені опису «Бенкету Трімальхіона» (лат. Cena Trimalchionis). «Бенкет Трімальхіона» має самостійну цінність: порівняно з іншими частинами «Сатирикону» він добре зберігся і відрізняється композиційною завершеністю, внаслідок чого не раз видавався окремо. Тим не менше для розвитку сюжету весь цей епізод не має значення: Енкольпій і Аскільт є тільки свідками того, що відбувається там.
Мова цієї частини являє собою єдиний в римській літературі зразок вульгарної латини. «Бенкет» відтворює рамку і деякі інші композиційні деталі, типові для «Сімпосію», сократично-платонівського діалогу. «Бенкет» близький також жанру міма: дві з трьох віршованих вставок імітують, а можливо, і прямо цитують мімографа Публія Сіра, ім'я якого тут згадується. У цю частину вставлена розповідь одного з гостей про вовка-перевертня (LXI-LXII), перший у світовій літературі опис цього персонажа.
Раб софіста Агамемнона запрошує Енкольпія з його друзями на бенкет багатого чванливого вільновідпущеника Гая Трімальхіона. Спершу гості збираються в лазні, потім вирушають у бенкетну залу. Услужливі раби миють руки гостям і зрізають їм нігті, приносять наїдки. На велетенських подушках вносять помпезно одягненого Трімальхіона, котрий не може відволіктися від гри в шахи. Щоб вразити гостей, Трімальхіон наказує роздати столітнє вино, що коментує віршем, командує внести вигадливо приготовані страви. Сусід розповідає Енкольпію наскільки багатий хазяїн бенкету і те, що насправді всім майном розпоряджається його дружина Фортуната. Від інших гостей він чує про їхні буденні турботи від погоди до виховання дітей. Агамемнон таємно зневажає Трімальхіона та розповідає нібито сам бачив пророчицю Кумську сивілу. За столом розповідаються чутки про відьом і перевертня.
До столу подають засмаженого вепра в шапці раба-вільновідпущеника, що Енкольпій просить свого сусіда пояснити та довідується про своєрідний гумор Трімальхіона. Бенкет продовжується виступом акробатів. Прибуває улесливий каменяр Габіннас зі своєю дружиною Сцинтіллою, яка порівнює прикраси із вродою Фортунати. Трімальхіон оголошує свій заповіт і свариться з Фортунатою. Він розбазікує як нажив свої перші статки принизливою службою — він був коханцем свого патрона і його дружини. Але всі свої ганебні вчинки та махінації Трімальхіон виправдовує тим, що богиня Фортуна прихильна до нього за його наполегливість. Наостанок Трімальхіон розігрує як повинен відбуватися його похорон.
Енкольпію та іншим гостям набридає бенкет, вони хочуть піти, але брамник їх не відпускає. Проте вігіли сприймають звук рогу за сигнал про пожежу та вриваються до маєтку Трімальхіона гасити полум'я. Скориставшись цим, Енкольпій з друзями нарешті тікають.

### Третя частина
Події, що сталися з героями після бенкету. Епізоди цієї частини носять типово романний характер.
Енкольпій зі своїми супутниками вирушає до корчми, де п'яніє та непритомніє. Аскільт спокушає Гітона, про що наранок дізнається Енкольпій. Відбувається чергова сварка Енкольпія з Аскільтом через Гітона — вона виглядає пародією на суд царя Соломона. Супротивники, взявшись за меч, вирішують «поділити» юнака. Однак, зворушені благанням Гітона, вони погоджуються закінчити справу миром, і Аскільт пропонує Гітону самому вибрати собі «брата». Гітон обирає Аскільта. Обурений і розчарований Енкольпій кілька днів планує помсту Аскільту та вирішує заколоти його мечем. Але його роззброює солдат на вулиці.
Засмучений Енкольпій забрідає в місцеву пінакотеку (цю сцену зіставляють зазвичай з початком роману Ахілла Татія «Левкіппа і Клітофонт»), де зустрічає старого поета Евмолпа. Той ділиться свої сумним досвідом про те, як мав юного коханця, вихователем якого він був. Зупинившись перед картиною про загибель Трої, Евмолп декламує поему на цей сюжет. Навколишня публіка проганяє поета камінням. Взявши з Евмолпа слово більше не декламувати, Енкольпій йде з ним обідати. Далі слідує повернення Гітона, фарсові сцени зі спробою до самогубства — спочатку Енкольпія, потім і Гітона, в яких знаряддям слугує зумисне тупа бритва, скандал і бійка на заїжджому дворі, прихід Аскільта, що розшукує Гітона.
Щоб позбавитися від переслідувань Аскільта, Енкольпій приймає пропозицію Евмолпа і разом з Гітоном і його слугою Кораксом вирушити на кораблі в Тарент. На кораблі ж з'ясовується, що він належить багатим тарентінцям — Ліхасу і Трифену, з якими у Енкольпія з Гітоном давня ворожнеча. Перебравши всі способи порятунку, втікачі вирішують змінити зовнішність — поголити голови і брови і поставити на своїх лобах знаки таврованих рабів. Однак Трифену з'являться уві сні Пріап і викриває обман. Ліхас спрямовує свій гнів на обманщиків, починається бійка, в якій беруть участь всі, хто пливли на кораблі. Бійка кінчається перемир'ям з ініціативи Трифена. Евмолп укладає мирний договір і розважає присутніх історією про вдову, яка врятувала свого коханця-легіонера від ганьби.
Стається шторм і корабельна аварія. Енкольпія, Гітона і Евмолпа рятують рибалки, що встигли доплисти на човнах. Ліхас опиняється за бортом і тоне. Вцілілі опиняються поблизу міста Кротон.
Місцевий хуторянин говорить про Кротон, що «це найдавніше, колись перше місто Італії». Він пояснює, що головне заняття жителів міста — гонитва за спадок. Зрозумівши з такої мови, яким способом можна поживитися в цьому місті, Евмолп вирішує видати себе за багатія з Африки, потерпілого аварію корабля, і котрий втратив єдиного сина — спадкоємця, а Енкольпія з Гітоном видає за своїх слуг. Бродягам блискуче вдається задумана Евмолпом містифікація — їх оточує натовп шукачів спадщини. Евмолп впивається удачею, а Енкольпій побоюється викриття і весь час чекає, що «знову доведеться тікати і знову впасти в жебрацтво». Центральний епізод цієї частини роману — любовна пригода Енкольпія, який прийняв ім'я Поліен, з кротонською красунею Кіркеєю. У самий розпал їхніх любовних відносин бог Пріап позбавляє Енкольпія чоловічої сили. Сподіваючись вилікуватися, він вдається до послуг старої чаклунки Проселени та жриці Пріапа Енотеї. Потім він випадково вбиває священну гуску Енотеї та відкупляється від жриці грошима. Енотея ворожить на печінці гуски, щоб передбачити долю Енкольпія та разом з Проселеною збирається зґвалтувати його фалоімітатором. Зрештою Енкольпій тікає від них, так і не вилікувавшись.
В останніх епізодах роману розказано про спробу однієї з перших дам міста, Філомели, нав'язати Евмолпу, якого вона вважає багачем, своїх дітей — сина і доньку в учні, і про чергову оргію, цього разу вже за участю дітей Філомели, під час якої Енкольпій зцілюється.
Рукопис обривається на тому, що Евмолп вирішує востаннє перед тим, як покинути Кротону, познущатися над кротонцями. Він складає заповіт, де говориться, що його спадок отримає той, хто погодиться публічно з'їсти його труп.

### Вставні новели
У третю частину вставлені дві новели, які отримали умовні назви «Новела про поступливість хлопчика» і «Ефеська матрона»; обидві звучать з вуст Евмолпа. Першу він розповідає в пінакотеці в розраду Енкольпію, засмученого зрадою Гітонія. Другу — матросам на кораблі під час трапези на честь укладеного перемир'я. Згодом (починаючи з Середніх віків) вона неодноразово перероблялася.

## Переклади українською
- Ю. Мушак, Д. Малякевич (перший уривок), Б. Зданевич (другий уривок). Антична література: Хрестоматія. Упорядник О. І. Білецький. К.: Радянська школа, 1968 (2-ге видання). 612 с. (С. 551—560).
- Петроній Арбітр. Сатирикон / пер. з лат. Йосип Кобів, Юрій Цимбалюк, Андрій Содомора. — Л. : Апріорі, 2024. — 192 с. — ISBN 978-617-629-829-8.